# Jager Afrikaner

Jager Afrikaner

Jager Afrikaner, eigentlich ǀHôaǀarabKlicklaut (* 1760 in Roodezand, Kapkolonie; † 1823 in Warmbad im heutigen Namibia), entstammte der bei Roodezand am Wintehoek lebenden Familie der Schakalmänner (in Khoekhoegowab: ǀGrigua) und war von 1795 bis 1823 Kaptein der Orlam-Afrikaner.

## Biographie
Die Sippe Jager Afrikaners hatte ihren Ursprung in der Beziehung von Buren und Nama-Frauen, war also eine der vielen „Mischlingsfamilien“, die man später unter dem Begriff Orlam zusammenfasste. Die Schakalsmänner lebten schon seit längerer Zeit in der Umgebung der niederländischen Kolonisatoren und waren infolgedessen mit deren Lebensweise bestens vertraut. Insbesondere hatten sie den Umgang mit Schusswaffen gelernt und setzten diese Kenntnis „im Auftrag“ der Ostindien-Kompanie ein, um gegen die die Kolonisation störenden San vorzugehen. Die Schakalsmänner wurden dazu von den Niederländern mit Waffen und Munition versorgt und von einem Angestellten der Kompanie, dem Feldkornet Peter Pinaar, beaufsichtigt. Auch Jager hatte an den Strafzügen gegen die San teilgenommen und sich dabei die Anerkennung der Niederländer erworben. Dies brachte ihm nach Übernahme der Kapprovinz durch die Briten 1795 den offiziellen Kapteinstitel und die Zusatzbezeichnung Jäger der Afrikaner (gemeint: der San) ein. Der ursprüngliche Nama-Name wurde, wie damals üblich, abgelegt, er nannte sich fortan Jager Afrikaner und machte den Namen Afrikaner sodann auch zum Stammesnamen.
Die das Stammesvermögen bildenden Viehherden wurden bei den niederländischen Händlern in Alkohol und Waffen umgesetzt, so dass der Stamm, als die Jagd auf die San nichts mehr einbrachte, verarmte und genötigt war, seinen Lebensunterhalt durch Lohnarbeit bei Peter Pinaar zu verdienen. Anlässlich eines Lohnstreits kam es 1795 zu einer handgreiflichen Auseinandersetzung zwischen Pinaar und Jager, in deren Folge der Bruder Jagers, Titus Afrikaner, Pinaar und dessen Familie ermordete. Jager brachte Pinaars Viehherde in seine Gewalt und floh mit seinem Stamm vor der Kappolizei nach Norden an den Oranje. Dort endete seinerzeit das Einflussgebiet der Kapregierung. Von hier aus führte Jager Afrikaner zahlreiche Raubzüge gegen andere Stämme und verbreitete bei den dort ansässigen Nama-Stämmen, ersten Siedlern und Forschungsreisenden beiderseits des Oranje Angst und Schrecken. Zahlreiche Versuche der Kappolizei, bei der sich die Klagen über die Räuberhorden der Afrikaner häuften, des Jager Afrikaners habhaft zu werden, scheiterten an dessen Beweglichkeit, wozu der zu Jager gestoßene Polen-Grieche Stefanos – ein ehemaliger Soldat eines deutschen Söldnerregiments – mit seinem taktischen Geschick sicher beigetragen hatte.
1811 überfiel und zerstörte Jager Afrikaner die Missionsstation Warmbad im Süden des südwest-afrikanischen Namalandes und tötete viele der hier ansässigen Nama. Zugleich war dies aber auch der erste Kontakt Jager Afrikaners mit dem christlichen Glauben, der nicht folgenlos blieb, denn Jager ließ sich bekehren. Er wurde 1815 von dem Missionar Johann Leonhardt Ebner (1778–1838), einem Absolventen des Missionsinstituts von Johannes Jaenicke, auf den Namen Christian Afrikaner getauft, ebenso zwei seiner Söhne. Er stellte sich schließlich 1818 als reuiger Sünder in Begleitung des schottischen Missionars und seines Freunds Robert Moffat der Kapstädter Polizei. Christian Afrikaner wurde begnadigt und führte fortan mit seinem Stamm bis zu seinem Tode im Jahre 1823 ein christlich geprägtes Leben.
Über die Kapteinnachfolge entstand Streit zwischen dem ältesten und jüngsten Sohn des Jager Afrikaner, der mit der Teilung des Stammes endete: der friedlichere Teil verblieb in Warmbad; der aufsässige Teil schloss sich dem aufrührerischen jüngeren Sohn Jonker Afrikaner an und musste das Stammesgebiet verlassen. Die Afrikaner unter Jonker Afrikaner spielten in der sich anschließenden Geschichte der deutschen Kolonie Südwest-Afrikas eine bedeutende Rolle.